# Jaderná elektrárna Isfahán
Jaderná elektrárna Isfahán (persky نیروگاه اتمی اصفهان‎) byla plánovaná jaderná elektrárna v Íránu. Nacházet se měla u města Isfahán v provincii Markazí. Měla se stát čtvrtou jadernou elektrárnou v zemi. Projektantem a budovatelem elektrárny měla být německá společnost Kraftwerk Union a měla provozovat dva tlakovodní reaktory. Dva tlakovodní reaktory měly mít celkový hrubý výkon 2606 MW.

## Historie a technické informace

### Počátky
V roce 1977 Írán odhalil několik lokalit pro jaderné elektrárny, které měly být vybaveny reaktory od společnosti Kraftwerk Union. Jednou z nich byl Isfahán. Ještě v roce 1977 začal Írán s přípravnými pracemi přímo v lokalitě. Bylo plánováno uvést první reaktor do komerčního provozu v roce 1984 a druhý měl následovat v roce 1985. Jednání o výstavbě bloků začala v dubnu 1978. Podpis se však opozdil, protože nejprve mělo být podepsáno několik předběžných smluv s Íránem. Podpis byl plánován na rok 1979. Po vypuknutí islámské revoluce v roce 1979 se společnost Kraftwerk Union stáhla ze stavby jaderné elektrárny Búšehr a nepodnikla s Íránem žádná další jednání o výstavbě jaderné elektrárny Isfahán. Nicméně, Isfahan byl zrušen ještě před Búšehrem v lednu 1979.

### Technika
Elektrárna měla disponovat dvěma tlakovodními reaktory z Německa od firmy Kraftwerk Union, každý s hrubým elektrickým výkonem 1303 MW. Do sítě pak mělo být posíláno 1237 MW na blok. Bloky měly být totožné s reaktory v jaderné elektrárně Saveh. Kvůli nebezpečí zemětřesení měly být bloky konstruovány v upravené verzi, jaká měla být použita v Búšehru, aby lépe odolávaly otřesům. Kvůli nedostatku vody měly být bloky chlazeny dvěma suchými chladicími věžemi, z nichž každá by měla průměr základny 170 metrů a výšku 260 metrů.

## Informace o reaktorech
| Reaktor            | Typ reaktoru | Výkon   | Výkon   | Zahájení výstavby                   | Připojení k síti                    | Uvedení do provozu                  | Uzavření                            |
| Reaktor            | Typ reaktoru | Čistý   | Hrubý   | Zahájení výstavby                   | Připojení k síti                    | Uvedení do provozu                  | Uzavření                            |
| ------------------ | ------------ | ------- | ------- | ----------------------------------- | ----------------------------------- | ----------------------------------- | ----------------------------------- |
| Isfahán-1 (Írán-5) | KWU-1300     | 1237 MW | 1303 MW | Plánování zrušeno dne 1. ledna 1979 | Plánování zrušeno dne 1. ledna 1979 | Plánování zrušeno dne 1. ledna 1979 | Plánování zrušeno dne 1. ledna 1979 |
| Isfahán-2 (Írán-6) | KWU-1300     | 1237 MW | 1303 MW | Plánování zrušeno dne 1. ledna 1979 | Plánování zrušeno dne 1. ledna 1979 | Plánování zrušeno dne 1. ledna 1979 | Plánování zrušeno dne 1. ledna 1979 |